# Andreas Dielitz
Andreas Dielitz (* 1959) ist ein deutscher Jurist.
Er war Vorsitzender Richter der 4. und der 5. Großen Strafkammer und zuletzt Vorsitzender der 4. Zivilkammer am Landgericht Potsdam  bevor er am 1. April 2021 zum Vorsitzender Richter am Brandenburgischen Oberlandesgericht ernannt wurde. Er war vom 22. Januar 2009 bis 2019 zugleich Richter am Verfassungsgericht des Landes Brandenburg und ehrenamtlich tätig als Vorsitzender des Gemeinsamen Kreisparteigerichts der CDU Brandenburg.

## Werdegang
Dielitz studierte an der Freien Universität Rechtswissenschaft und absolvierte anschließend das Rechtsreferendariat. Nach Bestehen der 2. Juristischen Staatsexamens trat er in den Justizdienst des Landes Brandenburg ein.

## Prominente Strafverfahren
Dielitz hat als Vorsitzender Richter eine Reihe prominenter Strafverfahren geleitet. Am 13. Juni 2012 verurteilte die 4. Große Strafkammer unter seinem Vorsitz den Hotelier Axel Hilpert in einem Betrugs-Prozess wegen des unberechtigten Erhalts von 9,2 Millionen Euro Fördermitteln von der Investitionsbank des Landes Brandenburg zu einer Haftstrafe von fünf Jahren und acht Monaten. Dielitz sprach in der mündlichen Urteilsbegründung von einem „System Hilpert, das auf Lug und Trug“ aufgebaut war.
Am 11. März 2009 verurteilte Dielitz den Neo-Nazi Horst Mahler wegen Volksverhetzung in 15 Fällen – unter Einbeziehung der Strafen aus Urteilen des Landgerichts Hamburg vom 20. Januar 2005 und des Amtsgerichts Mainz vom 9. September 2002 – zu einer Gesamtstrafe von zwei Jahren und vier Monaten, außerdem wegen Volksverhetzung in vier Fällen zu einer Gesamtstrafe von zwei Jahren und zehn Monaten.

## Politisches Engagement
Dielitz war in seiner Jugendzeit Mitglied der CDU, zunächst im Berliner Bezirk Zehlendorf.